# 1995년 일본 프로 야구 올스타전
1995년 일본 프로 야구 올스타전은 1995년 7월 25일과 7월 26일에 열린 일본 프로 야구의 올스타전 경기이다. 정식 명칭은 1995 산요 올스타 게임(1995 サンヨー オールスターゲーム, 1995 SANYO ALL STAR GAME).

## 개요
전년도 10월 8일에 치러진 경기(일명 10.8 결전)에서 센트럴 리그 우승을 차지하였고 일본 시리즈에서도 정상에 오른 요미우리 자이언츠의 나가시마 시게오 감독이 17년 만에 센트럴 리그 올스타팀을 지휘했고 퍼시픽 리그에서는 전년도 우승 팀인 세이부 라이온스의 모리 마사아키 감독이 1994년 시즌 끝으로 감독직에서 물러난 것에 따라 이 해부터 세이부의 감독을 맡은 히가시오 오사무가 퍼시픽 리그 올스타팀을 지휘했다(히가시오가 우승 감독으로서 퍼시픽 올스타팀을 지휘한 것은 1998년부터였다). 더욱이 그해 1월 17일에 발생한 한신·아와지 대지진 피해를 입은 이재민들을 지원하는 뜻에서 바비 밸런타인 감독(지바 롯데)이 이끄는 외국인 선발팀과 오 사다하루 감독(다이에)이 이끄는 일본인 선발팀에 의한 ‘드림 게임’이 올스타전에 앞서 개최됐다.
‘하마의 대마신’으로서 마무리 전문으로 활약했던 사사키 가즈히로(요코하마)가 센트럴 올스타팀의 선발로 등판한 1차전에서는 1점을 놓고 다투는 팽팽한 경기가 됐다. 센트럴 올스타팀이 1점 뒤진 상황에서 맞이한 8회말에 주포 오치아이 히로미쓰(요미우리)의 적시타로 동점을 만들어 승패는 그대로 무승부로 끝났다. 이어지는 2차전에서도 1점을 놓고 치열한 승부를 벌이다가 마쓰이 히데키(요미우리), 가네모토 도모아키(히로시마)의 결정적인 타격에 힘입어 센트럴 올스타팀은 7대 6으로 승리, 2차전 MVP는 마쓰이에게 돌아갔다.
또한 그해부터는 기존의 심판 6인제로 도입됐던 올스타전에도 심판 4인제로 도입됐다(1998년까지, 1999년 이후에는 6인제로 부활).
요코하마 스타디움에서 1차전이 열렸는데 이에 대해 요코하마 구단 사장은 경기의 흥을 돋구기 위해서 팬들에게 팬 투표 참여를 호소했다. 하지만 이것이 대량의 ‘조직표’를 양산시키는 결과를 낳았고 홈구장에서 개최된 요코하마에서는 사사키 가즈히로, 고마다 노리히로, 로버트 로즈, 사에키 다카히로, 글렌 브랙스, 하타야마 히토시 등 6명의 선수들이 대거 뽑히면서 논란과 비판의 대상이 됐다(다른 3명은 후루타 아쓰야와 에토 아키라, 노무라 겐지로). 
히로시마 시민 구장에서의 올스타전 개최는 그 해의 2차전이 마지막이 됐다.

## 출장 선수
| 센트럴 리그 | 센트럴 리그       | 센트럴 리그 | 센트럴 리그 |
| ----------- | ----------------- | ----------- | ----------- |
| 감독        | 나가시마 시게오   | 요미우리    |             |
| 코치        | 기마타 다쓰히코   | 주니치      |             |
| 코치        | 미무라 도시유키   | 히로시마    |             |
| 투수        | 사사키 가즈히로   | 요코하마    | 3           |
| 투수        | 사이토 마사키     | 요미우리    | 5           |
| 투수        | 이마나카 신지     | 주니치      | 4           |
| 투수        | 야마우치 야스유키 | 히로시마    | 첫 출장     |
| 투수        | R. 체코           | 히로시마    | 첫 출장     |
| 투수        | 야마베 후토시     | 야쿠르트    | 첫 출장     |
| 투수        | 요시이 마사토     | 야쿠르트    | 2           |
| 투수        | 야부 게이이치     | 한신        | 2           |
| 투수        | 후루미조 가쓰유키 | 한신        | 첫 출장     |
| 투수        | 모리타 고키       | 요코하마    | 2           |
| 포수        | 후루타 아쓰야     | 야쿠르트    | 6           |
| 포수        | 무라타 신이치     | 요미우리    | 2           |
| 포수        | 세키카와 고이치   | 한신        | 첫 출장     |
| 1루수       | 고마다 노리히로   | 요코하마    | 4           |
| 2루수       | R. 로즈           | 요코하마    | 첫 출장     |
| 3루수       | 에토 아키라       | 히로시마    | 2           |
| 유격수      | 노무라 겐지로     | 히로시마    | 5           |
| 내야수      | 오치아이 히로미쓰 | 요미우리    | 14          |
| 내야수      | 다쓰나미 가즈요시 | 주니치      | 4           |
| 내야수      | 도바시 가쓰유키   | 야쿠르트    | 첫 출장     |
| 내야수      | 와다 유타카       | 한신        | 5           |
| 내야수      | 구지 데루요시     | 한신        | 2           |
| 내야수      | 이시이 다쿠로     | 요코하마    | 첫 출장     |
| 외야수      | G. 브랙스         | 요코하마    | 2           |
| 외야수      | 사에키 다카히로   | 요코하마    | 첫 출장     |
| 외야수      | 하타야마 히토시   | 요코하마    | 3           |
| 외야수      | 마쓰이 히데키     | 요미우리    | 2           |
| 외야수      | 가네모토 도모아키 | 히로시마    | 첫 출장     |

| 퍼시픽 리그 | 퍼시픽 리그       | 퍼시픽 리그 | 퍼시픽 리그 |
| ----------- | ----------------- | ----------- | ----------- |
| 감독        | 히가시오 오사무   | 세이부      |             |
| 코치        | 오기 아키라       | 오릭스      |             |
| 코치        | 스즈키 게이시     | 긴테쓰      |             |
| 투수        | 이라부 히데키     | 지바 롯데   | 2           |
| 투수        | 시오자키 데쓰야   | 세이부      | 첫 출장     |
| 투수        | 이시이 다케히로   | 세이부      | 3           |
| 투수        | 궈타이위안▲       | 세이부      | 4           |
| 투수        | 하세가와 시게토시 | 오릭스      | 첫 출장     |
| 투수        | 호시노 노부유키   | 오릭스      | 5           |
| 투수        | 히라이 마사후미   | 오릭스      | 첫 출장     |
| 투수        | 구도 기미야스     | 다이에      | 5           |
| 투수        | 고미야마 사토루   | 지바 롯데   | 3           |
| 투수        | 나리모토 도시히데 | 지바 롯데   | 첫 출장     |
| 투수        | 니시자키 유키히로 | 닛폰햄      | 7           |
| 포수        | 이토 쓰토무       | 세이부      | 12          |
| 포수        | 나카지마 사토시   | 오릭스      | 4           |
| 포수        | 후루쿠보 겐지     | 긴테쓰      | 첫 출장     |
| 1루수       | 기요하라 가즈히로 | 세이부      | 10          |
| 2루수       | 고쿠보 히로키     | 다이에      | 첫 출장     |
| 3루수       | 마쓰나가 히로미   | 다이에      | 11          |
| 유격수      | 하마나 지히로     | 다이에      | 2           |
| 내야수      | 나카무라 노리히로 | 긴테쓰      | 첫 출장     |
| 내야수      | 호리 고이치       | 지바 롯데   | 첫 출장     |
| 내야수      | 하쓰시바 기요시   | 지바 롯데   | 2           |
| 내야수      | J. 프랑코         | 지바 롯데   | 첫 출장     |
| 내야수      | 다나카 유키오     | 닛폰햄      | 6           |
| 외야수      | 이치로            | 오릭스      | 2           |
| 외야수      | 아키야마 고지     | 다이에      | 11          |
| 외야수      | 다구치 소         | 오릭스      | 첫 출장     |
| 외야수      | 사사키 마코토     | 세이부      | 6           |
| 외야수      | D. 잭슨           | 세이부      | 첫 출장     |
| 외야수      | 가키우치 데쓰야   | 세이부      | 첫 출장     |

- 굵은 글씨는 팬 투표로 선출된 선수, ▲는 출장 사퇴 선수 발생에 의한 보충 선수.

## 올스타전 경기 결과

### 1차전

#### 스코어
| 팀                                                                                 | 1 | 2 | 3 | 4 | 5 | 6 | 7 | 8 | 9 | R | H  | E |
| 퍼시픽                                                                             | 1 | 0 | 0 | 0 | 0 | 0 | 0 | 3 | 0 | 4 | 10 | 0 |
| 센트럴                                                                             | 0 | 0 | 0 | 1 | 0 | 2 | 0 | 1 | 0 | 4 | 10 | 0 |
| 승리 투수: 없음 패전 투수: 없음 홈런: 센트럴 – 오치아이 히로미쓰(요미우리·8회 1점) |   |   |   |   |   |   |   |   |   |   |    |   |

#### 출장 선수
| 퍼시픽 | 퍼시픽 | 퍼시픽            |
| 타순   | 수비   | 선수              |
| ------ | ------ | ----------------- |
| 1      | (좌)   | 이치로            |
| 2      | (우)   | 사사키 마코토     |
| 3      | (一)   | J. 프랑코         |
| 4      | (지)   | 기요하라 가즈히로 |
| 5      | (유)   | 다나카 유키오     |
| 6      | (중)   | 아키야마 고지     |
| 7      | (三)   | 하쓰시바 기요시   |
| 8      | (二)   | 고쿠보 히로키     |
| 9      | (포)   | 이토 쓰토무       |
|        | (투)   | 구도 기미야스     |

| 센트럴 | 센트럴 | 센트럴            |
| 타순   | 수비   | 선수              |
| ------ | ------ | ----------------- |
| 1      | (유)   | 노무라 겐지로     |
| 2      | (三)   | 이시이 다쿠로     |
| 3      | (중)   | 마쓰이 히데키     |
| 4      | (지)   | 오치아이 히로미쓰 |
| 5      | (二)   | R. 로즈           |
| 6      | (우)   | G. 브랙스         |
| 7      | (포)   | 후루타 아쓰야     |
| 8      | (一)   | 고마다 노리히로   |
| 9      | (좌)   | 하타야마 히토시   |
|        | (투)   | 사사키 가즈히로   |

#### 수상 선수
MVP
- 오치아이 히로미쓰(요미우리)

### 2차전

#### 스코어
| 팀 | 1 | 2 | 3 | 4 | 5 | 6 | 7 | 8 | 9 | R | H  | E |
| 퍼시픽 | 0 | 1 | 0 | 2 | 2 | 0 | 0 | 0 | 1 | 6 | 10 | 1 |
| 센트럴 | 2 | 0 | 0 | 1 | 0 | 3 | 1 | 0 | X | 7 | 14 | 1 |
| 승리 투수: 야마우치 야스유키(히로시마) 패전 투수: 이라부 히데키(지바 롯데) 세이브: 후루미조 가쓰유키(한신) 홈런: 퍼시픽 – 기요하라 가즈히로(세이부·2회 1점), 고쿠보 히로키(다이에·9회 1점) 센트럴 – 가네모토 도모아키(히로시마·6회 1점) |   |   |   |   |   |   |   |   |   |   |    |   |

#### 출장 선수
| 퍼시픽 | 퍼시픽 | 퍼시픽            |
| 타순   | 수비   | 선수              |
| ------ | ------ | ----------------- |
| 1      | (좌)   | 이치로            |
| 2      | (一)   | J. 프랑코         |
| 3      | (三)   | 다나카 유키오     |
| 4      | (지)   | 기요하라 가즈히로 |
| 5      | (중)   | 아키야마 고지     |
| 6      | (二)   | 고쿠보 히로키     |
| 7      | (우)   | D. 잭슨           |
| 8      | (포)   | 나카지마 사토시   |
| 9      | (유)   | 호리 고이치       |
|        | (투)   | 고미야마 사토루   |

| 센트럴 | 센트럴 | 센트럴            |
| 타순   | 수비   | 선수              |
| ------ | ------ | ----------------- |
| 1      | (유)   | 노무라 겐지로     |
| 2      | (二)   | 다쓰나미 가즈요시 |
| 3      | (중)   | 마쓰이 히데키     |
| 4      | (지)   | 오치아이 히로미쓰 |
| 5      | (三)   | 에토 아키라       |
| 6      | (좌)   | 가네모토 도모아키 |
| 7      | (一)   | 고마다 노리히로   |
| 8      | (포)   | 세키카와 고이치   |
| 9      | (우)   | 도바시 가쓰유키   |
|        | (투)   | R. 체코           |

#### 수상 선수
MVP
- 마쓰이 히데키(요미우리)

## 한신 대지진 부흥 지원 자선 드림 게임
올스타전에 앞서 그해 1월 17일에 발생한 한신·아와지 대지진의 지원을 목적으로 열린 드림 매치이다. 일본인 선발로 구성된 ‘재팬드림팀’과 외국 국적 선수 선발 또는 야구 유학 경험이 있는 일본인 포수로 구성된 ‘포린드림팀’이 대결했다. 이 경기에 출전한 선수들은 개런티를 일절 받지 않고, 구장 사용료도 무료인 완전한 자선 경기로 시작된 경기였다. 경기는 재팬드림팀에서 2개의 홈런이 나왔지만 메이저 리그 플레이를 과시한 포린드림팀이 승리하여 약 1억 엔의 경기 수익금을 기부했다.
- 7월 24일 - 후쿠오카 돔

| 팀 | 1 | 2 | 3 | 4 | 5 | 6 | 7 | 8 | 9 | R | H  | E |
| 포린드림 | 0 | 1 | 0 | 2 | 1 | 0 | 0 | 1 | 0 | 5 | 9  | 0 |
| 재팬드림 | 0 | 1 | 0 | 0 | 0 | 0 | 0 | 1 | 1 | 3 | 11 | 0 |
| 승리 투수: 킵 그로스(닛폰햄) 패전 투수: 기다 마사오(요미우리) 홈런: 재팬드림 – 사사키 마코토(세이부·1점), 이치로(오릭스·1점) |   |   |   |   |   |   |   |   |   |   |    |   |

## 같이 보기
- 일본 프로 야구 올스타전
- 일본 야구 기구(주최)
- 산요 전기(특별 협찬)